# Sammlung Haupt
Die Sammlung Haupt unter dem Titel „Dreißig Silberlinge – Kunst und Geld“ ist eine thematische Privatsammlung zeitgenössischer Kunst des Juristen Stefan Haupt in Berlin. Die Sammlung widmet sich Geld in allen Medien und Künsten. Sie wird in wechselnden Ausstellungen sowohl in nationalen Museen und Kunsthallen als auch in den Räumen der Kanzlei Haupt Rechtsanwälte nach Voranmeldungen der Öffentlichkeit zugänglich gemacht. Seit Oktober 2016 werden ausgewählte Werke der Sammlung im alle zwei Monate erscheinenden Magazin Stiftung&Sponsoring vorgestellt.

## Entstehung
Zuerst dem Medium der Fotografie verpflichtet, wandte sich Stefan Haupt Mitte der 1990er Jahre, inspiriert durch eine Origami-Skulptur des in New York lebenden taiwanesischen Künstlers Lee Mingwei dem Thema Geld zu. In den kommenden Jahren entwickelte sich diese Inspiration durch Messe- und Galeriebesuche sowie die Recherche im Internet zum Schwerpunkt der Sammlung.

„Die Faszination des Geldes liegt für den Kunstsammler Stefan Haupt darin, dass es – neben Sex und Tod – eines der Phänomene ist, über die man nicht spricht, obwohl sie zu den determinierenden Faktoren der menschlichen Existenz gehören. (...)“

## Künstler
Die Sammlung umfasst rund 300 Arbeiten unterschiedlicher Techniken und Ansätze, die einen Überblick über die Beschäftigung mit Geld in der zeitgenössischen Kunst ermöglichen. Bedeutende Werke in der Sammlung stellen unter anderem die Arbeit $ des französischen Lichtkünstlers Mathieu Mercier, Verborgenes Objekt III von Timm Ulrichs sowie mehrere Arbeiten von Joseph Beuys dar. In der Sammlung weiterhin vertreten sind unter anderem:
César Escudero Andaluz, Stephan Balkenhol, Thomas Baumgärtel, Barton Lidicé Beneš, Joseph Beuys, JSG Boogs, Stefano Cagol, Maks Dannecker, Anne de Vries, Ruprecht Dreher, Felix Droese, Nikolaus Eberstaller, Agathe Fleury, Fabian Fontain, Joachim Froese, Thorsten Goldberg, Jan Henderikse, Julia Herfurth, Georg Herold, Norbert Hinterberger, Ottmar Hörl, Friedensreich Hundertwasser, Robert Jelinek, Anne Jud, Alicja Kwade, Christin Lahr, Lee Mingwei, Mathieu Mercier, Michael Najjar, Wolfgang Nieblich, Michael Rakowitz, Jochen Schamal, Jürgen Schieferdecker, Sebastian Siechold, Daniel Spoerri, Klaus Staeck, Dora Tass, Hans Ticha, Michael Timpson, Rirkrit Tiravanija, Timm Ulrichs, Philipp Valenta, Andreas von Weizsäcker, Andy Warhol, Lawrence Weiner, Stefan Wewerka, Ulrich Wüst, Vadim Zakharov

## Ausstellungen (Auswahl)
- „Kunst und Geld – Sammlung Haupt“ – Ausstellung in der Halle am Wasser, Kunst-Campus Berlin am Hamburger Bahnhof – 10. September bis 8. Oktober 2011
- „‚Dreißig Silberlinge‘ Kunst und Geld – Sammlung Haupt“ – Altmärkisches Museum Stendal – 20. Mai bis 2. September 2012
- „Der Goldene Käfig“ – Werke der Sammlung Haupt in der Ausstellung im Kunstbüroberlin – 31. März 2012 bis 19. Mai 2012
- „Echt oder falsch? Eine Ausstellung um Geld und seine Fälschungen“ – Werke der Sammlung Haupt im Museum für Druckkunst Leipzig – 14. Oktober bis 7. Dezember 2012
- „Money, Money, Money“ – Ausstellung der Sammlung Haupt im Kunstforum Halle – 20. August bis 15. September 2013
- „Divided and Reunified“, eine Auswahl der Arbeiten der Sammlung Haupt, kuratiert von Tina Sauerländer, A38, Budapest, Ungarn, Begleitprogramm zur Art Market Budapest 2014
- Werke der Sammlung Haupt im Bankhaus Löbbecke, Berlin – 14. Juli bis 17. Dezember 2015
- "Der Dollar leuchtet" – Ausstellung der Sammlung Haupt beim Verband Deutscher Bürgschaftsbanken, Berlin – 14. September 2015 bis 14. April 2017
- "Gutes böses Geld" – Ausstellung mit Leihgaben der Sammlung Haupt in der Staatlichen Kunsthalle Baden-Baden – 5. März bis 19. Juni 2016
- "Kunst prägt Geld: MUSE MACHT MONETEN", Ausstellung mit Werken der Sammlung Haupt im Bode-Museum Berlin – 24. November 2016 bis 27. Mai 2017
- Werke der Sammlung Haupt in der Filiale der Merkur Bank Plauen – 26. Januar bis 23. Februar 2017
- "Mein lieber Freund und Kupferstecher" – Eine Ausstellung der Sammlung Haupt beim Verband Deutscher Bürgschaftsbanken, Berlin – 29. April 2017 bis 6. April 2018
- "Sammlung Haupt, Berlin: 30 Silberlinge – Kunst & Geld" – Ausstellung im Mannheimer Kunstverein – 11. Juni bis 16. Juli 2017
- "Das Kapital" – Ausstellung des Museums der Arbeit (Hamburg) mit Leihgaben der Sammlung Haupt – 6. September 2017 bis 5. Mai 2018
- "GELD – WAHN – SINN: Die Sammlung Haupt in den Reinbeckhallen Berlin" – 26. Mai bis 19. August 2018
- "Schilling, Mark, Dollar, Euro und … Geld in der Kunst" mit Leihgaben der Sammlung Haupt im Traklhaus Salzburg – 25. Juli bis 15. September 2018
- "Kunst prägt Geld – Auszüge aus der Sammlung Haupt", Museum Münze Hall in Tirol – 6. September bis 14. Oktober 2018
- "All ’idea di quel metallo" – Ausstellung mit Leihgaben der Sammlung Haupt beim Verband Deutscher Bürgschaftsbanken, Berlin – 28. April 2018 bis 21. April 2019